# شودري نثار علي خان
شودري نثار علي خان (بالأردوية: چوہدری نثار علی خان)‏، (31 يوليو 1954) سياسي باكستاني شغل منصب وزير الداخلية من 2013 إلى 2017. وهو حاليًا عضو مستقل منتخب في جمعية مقاطعة البنجاب، حيث فاز في الانتخابات العامة 2018، وحصل على 53,145 صوتًا. وهو زعيم سابق في الرابطة الإسلامية الباكستانية (ن)، وعضوًا في المجلس الوطني الباكستاني بين عامي 1985 ومايو 2018. وكان زعيم المعارضة في المجلس الوطني الباكستاني من 2008 إلى 2013.
عمل خان في مناصب وزارية مختلفة منذ عام 1988. فشغل لفترة وجيزة منصب وزير العلوم والتكنولوجيا في عام 1988. وخلال الوزارتين الأولى والثانية لرئيس الوزراء نواز شريف شغل منصب وزير النفط والموارد الطبيعية. ثم وزير لأغذية والزراعة والثروة الحيوانية مع الحقيبة الإضافية لوزير الاتصالات. وفي يونيو 2013 أثناء وزارة الشريف الثالثة أصبح وزيراً للداخلية، وهو المنصب الذي احتفظ به حتى حل الحكومة الفيدرالية في يوليو 2017 بعد قرار المحكمة العليا ضد نواز شريف.